# T-Mobile
T-Mobile (abbreviazione di Telekom Mobile) è un operatore multinazionale di telefonia mobile. È costituita da un gruppo di società, tutte sussidiarie della Deutsche Telekom che fanno parte dell'alleanza FreeMove. Le varie società controllate gestiscono reti GSM in Europa e negli Stati Uniti. La T-Mobile ha partecipazioni finanziarie tra gli operatori mobili dell'Europa orientale. Globalmente T-Mobile ha 120 milioni di abbonati, essendo così il terzo per numero di abbonati, e la seconda più grande multinazionale dopo la britannica Vodafone. È presente in 10 paesi: Austria, Croazia, Repubblica Ceca, Germania, Ungheria, Paesi Bassi, Repubblica Slovacca, Gran Bretagna, Montenegro, Macedonia, Stati Uniti, Albania dal 23 luglio 2015. In Polonia, poi, il 1º giugno 2011 ha ridenominato l'ex operatore di telefonia mobile Era, di cui in precedenza controllava solo il 49%. Tale ridenominazione è stata in Polonia oggetto di una grande campagna mediatica. Di recente ha tentato di acquistare O2, l'operatore telefonico rivale, che invece alla fine è stato acquisito dalla spagnola Telefónica.

## Sponsorizzazioni
Tra le varie sponsorizzazioni pubblicitarie di T-Mobile vi è stato il connubio con il ciclismo, interrotto per volere della stessa società nell'autunno 2007 a seguito dei frequenti casi di doping.